# Търговищко
 Тази статия е за историко-географската област.  За административната област вижте Търговище (област).  За общината вижте Търговище (община).
Търговищко, в миналото Ескиджумайско, е историко-географска област в Североизточна България, около град Търговище.
Територията ѝ съвпада приблизително с някогашната Търговищка околия – основната част от днешната община Търговище (без селата Голямо Ново, Дралфа, Кошничари, Кръшно, Маково, Миладиновци и Росина в Поповско и Горна Кабда в Омуртагско), както и Лозница и Манастирци от община Лозница. Разположена е в югозападния край на Източната Дунавска равнина. Граничи с Поповско и Разградско на север, Шуменско на изток и Великопреславско и Омуртагско на юг.